# Georgetown Loop Railroad
| Georgetown Loop Railroad, 1899 |                           |                                          |                                          |
| Streckenlänge: | 4,8 km                    |                                          |                                          |
| Spurweite: | 914 mm (engl. 3-Fuß-Spur) |                                          |                                          |
| Maximale Neigung: | 36,5 ‰                    |                                          |                                          |
| Minimaler Radius: | 63 m                      |                                          |                                          |
| |                           |                                          |                                          |
| \| \| \| ehem. Strecke der Union Pacific Railroad \| \| \| \| \| nach Denver \| \| \| \| \| Devil´s Gate Brücke (114 m Länge) \| \| \| \| 0,0 \| Devil´s Gate \| 2625 m ü. M. \| \| \| \| Clear Creek \| \| \| \| \| Hall Ausweichstelle \| \| \| \| \| \| \| \| \| \| Lebanon Mine/High Fill Kurve \| \| \| \| \| \| \| \| \| \| \| \| \| \| \| Morning Star Gleis \| \| \| \| 4,8 \| Silver Plume \| 2800 m ü. M. \| \| \| \| ehem. Strecke der UP \| \| \| \| \| nach Leadville \| \| \| \| \| \| \| \| Quellen: [1] \| \| \| \| |                           |                                          |                                          |
| Strecke (außer Betrieb) |                           | ehem. Strecke der Union Pacific Railroad | ehem. Strecke der Union Pacific Railroad |
| Strecke (außer Betrieb) |                           | nach Denver                              | nach Denver                              |
| Strecke von links · Kreuzung geradeaus unten (Strecke geradeaus außer Betrieb) · Strecke von rechts |                           | Devil´s Gate Brücke (114 m Länge)        | Devil´s Gate Brücke (114 m Länge)        |
| Strecke · Bahnhof · Strecke | 0,0                       | Devil´s Gate                             | 2625 m ü. M.                             |
| Strecke · Strecke · Strecke |                           | Clear Creek                              | Clear Creek                              |
| Strecke nach links · Strecke nach rechts · Blockstelle |                           | Hall Ausweichstelle                      | Hall Ausweichstelle                      |
| Strecke von links · Strecke quer · Strecke nach rechts |                           |                                          |                                          |
| Haltepunkt / Haltestelle · Strecke von links · Strecke von rechts |                           | Lebanon Mine/High Fill Kurve             | Lebanon Mine/High Fill Kurve             |
| Strecke nach links · Strecke nach rechts · Strecke |                           |                                          |                                          |
| Strecke von links · Strecke nach rechts |                           |                                          |                                          |
| Abzweig geradeaus und von links |                           | Morning Star Gleis                       | Morning Star Gleis                       |
| Kopfbahnhof Strecke ab hier außer Betrieb | 4,8                       | Silver Plume                             | 2800 m ü. M.                             |
| Strecke (außer Betrieb) |                           | ehem. Strecke der UP                     | ehem. Strecke der UP                     |
| Strecke (außer Betrieb) |                           | nach Leadville                           | nach Leadville                           |
| |                           |                                          |                                          |
| Quellen: |                           |                                          |                                          |

Die Georgetown Loop Railroad befindet sich in den Rocky Mountains im Clear Creek County, Colorado, USA, westlich von Denver (in der Nähe der Interstate 70). Die Schmalspurbahnstrecke mit einer Spurweite von 914 mm (3 Fuß) ist Teil des Georgetown Loop Historic Mining & Railroad Park und damit Teil der National Historic Landmark Georgetown-Silver Plume National Historic District.

## Geschichte
Die Georgetown Loop Railroad ist der 4,8 km (3 Meilen) lange Abschnitt der von der Union Pacific Railroad 1881 in Betrieb genommenen Georgetown, Breckenridge und Leadville Railroad, der auf der Devil’s Gate High Bridge, einer 29 m (95 Fuß) hohen Trestle-Brücke, über den Clear Creek Canyon führt. Das besondere dabei ist, dass die Bahnstrecke sich dabei selbst überbrückt. Ursprünglich wurde die Bahnlinie in den 1870er Jahren während der Zeit des Goldrausches in Colorado erbaut und diente zunächst dazu, die Erträge aus der Silbermine Lebanon in Silber Plume nach Leadville zu transportieren, und entwickelte sich dann zu einer von Colorados ersten Touristenattraktionen.
Am 18. Dezember 1970 wurde die Georgetown Loop Railroad in das National Register of Historic Places aufgenommen. Die Georgetown Loop Railroad wurde als Touristenattraktion ab 1970 restauriert und 1983 wieder in Betrieb genommen. Im Sommer fahren Touristenzüge von Georgetown nach Silver Plume, die in der Luftlinie 3,2 km (2 Meilen) voneinander entfernt sind. Sie überwinden eine Höhe von 195 m (640 Fuß) bei einer Steigung von 3 % und fahren in einer großen Schleife durch enge Schluchten und über Brücken durch die Berge.
Den Betrieb der Museumsbahn führte ab 1972 die Georgetown Loop Railroad Inc. durch. Im Rahmen einer Neuverhandlung des Vertrages mit der Colorado Historical Society als Eigentümer der Strecke konnte 2004 keine Einigung erzielt werden.
2005 übernahm Railstar den Betrieb der Museumsbahn für 10 Jahre. In der Folgezeit kam es zu mehreren Betriebsunterbrechungen und zu Unregelmäßigkeiten beim Betrieb. So fuhr 2008 keine einzige Dampflokomotive auf der Strecke. Die Anzahl der beförderten Passagiere erreichte ein Allzeittief. Somit übernahm 2009 vorzeitig die Historic Rail Adventures LLC den Betrieb der Museumsbahn.

## Fahrzeuge aktuell
| Dampflokomotiven  |                                                                      |            |       |        |                                                                                                   |  |
| 12                | Baldwin Locomotive Works                                             | 1’C1’      | 60690 | 1928   | ehem. Kiamichi Railroad (KRR) 12, Hugo (Oklahoma)                                                 |  |
| 40                | Baldwin Locomotive Works                                             | 1’D        | 53777 | 1920   | ehem. Colorado Central Railroad, ehem. Colorado Railroad Museum, Golden (Colorado)                |  |
| 44                | Baldwin Locomotive Works                                             | 1’D        |       | 1920   | ehem. International Railways of Central America 44                                                |  |
| 111               | Baldwin Locomotive Works                                             | 1’D        | 59164 | 4/1926 | ehem. International Railways of Central America 111                                               |  |
| Diesellokomotiven |                                                                      |            |       |        |                                                                                                   |  |
| DSNG 9            | General Motors Electro-Motive Division bzw. Progress Rail Locomotive | 92 Ton     |       |        | ehem. Durango and Silverton Narrow Gauge Railroad, erworben 2017                                  |  |
| 21                | General Motors Electro-Motive Division bzw. Progress Rail Locomotive | 44 Ton     | 32970 | 5/1957 | ehem. CF Industries 21                                                                            |  |
| 130               | General Motors Electro-Motive Division bzw. Progress Rail Locomotive | Bo’Bo’ U4B | 32658 | 7/1926 | ehem. US Gypsum 1303, ehem. Colorado Railroad Museum, Golden (Colorado)                           |  |
| 140               | General Motors Electro-Motive Division bzw. Progress Rail Locomotive | Bo’Bo’ U4B | 32657 | 7/1926 | ehem. US Gypsum 1403, ehem. Colorado Railroad Museum, Golden (Colorado)                           |  |
| 1934              | General Motors Electro-Motive Division bzw. Progress Rail Locomotive | 80 Ton     | 31036 | 1951   | ehem. McHugh Locomotive & Equipment, ehem. United States Army Transportation Corps, erworben 2017 |  |
| 9911              | General Motors Electro-Motive Division bzw. Progress Rail Locomotive | 50 Ton     | 31531 | 2/1952 | ehem. McHugh Locomotive & Equipment, ehem. Niagara Mohawk Power Corporation 1, erworben 2017      |  |
| [ 5 ] [ 6 ]       |                                                                      |            |       |        |                                                                                                   |  |

## Lokomotiven
Die historischen Schmalspurdampflokomotiven lassen sich im Colorado Railroad Museum in der Nähe von Golden besichtigen.